# Габараев, Эрик Тужарович
Эрик Тужарович Габараев (родился 3 декабря 1988 года в Моздоке) — российский футболист, выступающий на позициях защитника и полузащитника за команду «Ардон-2018» (Владикавказ).

## Биография
Воспитанник школы клуба «Моздок», выступал с этой командой в первенстве среди любительских футбольных клубов в 2005—2006 годах. Позже играл за команды «Спартак» (Владикавказ), «Приазовье», «Строитель» (Русское), ставропольские клубы «Динамо» (один матч в Кубке России 2010/2011), «Электроавтоматика» и «Газпром трансгаз Ставрополь-М». В 2013—2016 годах выступал в Грузии, играл за «Дилу» в Эровнули Лиге (чемпионат Грузии) в сезоне 2013/2014 и был в её заявке на шесть матчей Лиги Европы УЕФА (на поле не выходил), также играл за «Лиахви-Цхинвали». В 2017 году вернулся в Россию, играл за владикавказский «Цхинвал», «Кубанскую корону» (Шевченко), «Титан» из Клина и «Колос-Калининское» (Покойное). За «Титан» сыграл 5 матчей в первенстве Третьего дивизиона в Московской области (группа А). С 2020 года игрок владикавказского клуба «Ардон-2018».
В 2017 году в составе сборной Южной Осетии по футболу участвовал в чемпионате Европы ConIFA.